# チレタミン
チレタミン（Tiletamine)とは、フェンサイクリジン系麻酔薬で、解離性麻酔薬の一種である。獣医学で哺乳類用の麻酔薬として使用されている。
日本ではケタミンの麻薬及び向精神薬取締法における麻薬の指定に伴い、その代用品としての研究が進められている。
追加